# مارتن ستوري
مارتن ستوري (بالإنجليزية: Martin Storey)‏ هو لاعب قذف أيرلندي، ولد في 28 سبتمبر 1964 في The Ballagh ‏ في جمهورية أيرلندا.